# Дороніна Ольга Олександрівна
Ольга Олександрівна Дороніна (до шлюбу Петрашко; 1 липня 1981) — українська і російська волейболістка, центральна блокуюча. Виступала за збірну України.

## Із біографії
У складі національної збірної брала участь у відбірковому турнірі на чемпіонат Європи 2003 року.
Молодша сестра Поліна Рагімова — гравчиня збірної Азербайджану. Переможниця європейської ліги 2016 року і Кубка виклику 2011.

## Клуби
| Роки      | Команди                          |
| --------- | -------------------------------- |
| 1996—1997 | «Іскра» (Луганськ)               |
| 1997—2005 | ЗДІА (Запоріжжя)                 |
| 2005—2006 | «Галатасарай» (Стамбул)          |
| 2006—2007 | «Орбіта-Університет» (Запоріжжя) |
| 2007—2010 | «Динамо» (Казань)                |
| 2010—2012 | «Самородок» (Хабаровськ)         |
| 2012—2013 | «Єнісей» (Красноярськ)           |